# 日本ピアノ調律師協会
一般社団法人日本ピアノ調律師協会（にほんぴあのちょうりつしきょうかい、英: Japan Piano Technicians Association, JPTA）は、ピアノ調律師 (pianotuner) またはピアノ技術者 (piano technician) によって構成される。略称は日ピ（ニッピ）。

## 概要
前身である全国ピアノ技術者協会が名称を変更して1973年に法人化された。主な事業として講演会、コンサート等の開催、ピアノ調律の技術に関する研修・資格貸与・研究・国際交流、会報及び出版物の刊行など行っている。2015年時点で、全国11支部、正会員約2500人が登録されている。

## 所在地
- 東京都千代田区外神田2-18-21 楽器会館5F

## 沿革
- 1917年（大正06年）、福島琢郎氏がチューナーズ・ギルドの結成を提唱。
- 1925年（大正14年）、関西を中心に「関西ピアノ技術者協会」が結成。
- 1930年（昭和05年）、関東を中心に「ピアノ技術者協会」が結成。
- 1931年（昭和06年）、東西の協会が合流し前身である「全国ピアノ技術者協会」が結成される。
- 1934年（昭和09年）、第1回総会を関東で開催される。
- 1940年（昭和15年）、関東・関西の2本部制になる。
- 1948年（昭和23年）、初めて入会のための技術審査が施行される。
- 1966年（昭和41年）、全国10支部制になり、本部が1本化される。
- 1973年（昭和48年）、名称が「日本ピアノ調律師協会」になり文部省文化庁所管の社団法人となる。
- 1979年（昭和54年）、日米のピアノ技術者組織が中心となり「国際ピアノ製造技師調律師協会(IAPBT)」が発足。
- 1983年（昭和58年）、第3回IAPBT総会を東京都で開催。
- 1989年（平成元年）、第6回IAPBT総会を京都市で開催。
- 1994年（平成06年）、「4月4日ピアノ調律の日」の事業が実施される。
- 1999年（平成11年）、第11回IAPBT総会(ピアノとその仲間たちの世界大会)を浜松市で開催。
- 2001年（平成13年）、「楽器フェア」に「メーソン教授のピアノ」を修復展示。
- 2003年（平成15年）、「楽器フェア」に調律をテーマに出展。
- 2011年（平成23年）、第1回ピアノ調律技能検定が実施される。[1]
- 2012年（平成24年）12月、公益法人制度改革により一般社団法人へ移行。
- 2019年（令和元年）5月、第21回IAPBT浜松大会「Piano Piano Piano」を開催。

## 入会審査
1948年以降入会のための技術審査が協会により実施されていた。受験資格として、実務経験5年以上（2003年度以降は3年）で協会員の推薦が必要であった。技能審査の科目は1.調律、2.UP整調、3.GP整調、4.修理作業、5筆記試験、6.面接の計6科目。合格ラインはすべての科目において70点以上であった。技能検定制度にピアノ調律が導入されたことにより2010年度を最後に協会が実施してきた技術審査は廃止され、2011年以後は国家検定 ピアノ調律技能検定に合格し（1級･2級･3級いずれも可）、協会の面接を受け合格した者が入会し、会員となることが出来る。

## 歴代会長
以下は1973年に法人化されて以降の歴代会長である。
1. 田中信男
2. 多米浩
3. 宇都宮誠一
4. 町田幸重
5. 尾島徳一
6. 桜井幹雄
7. 荻尾一行
8. 宇都宮謙三
9. 多米實
10. 稲村晴光
11. 齊田健